# Home Sweet Home Alone
Home Sweet Home Alone (på svenska även kallad Borta bra men ensam hemma bäst) är amerikansk komedifilm från 2021, regisserad av Dan Mazer och med manus skrivet av Mikey Day och Streeter Seidell. Filmen är den sjätte i Ensam hemma-serien och är producerad av 20th Century Studios som en originalfilm på Disney+.
Filmen hade premiär på Disney+ den 12 november 2021.

## Handling
Pojken Max blir ensam hemma när sin familjen åker till Japan för att fira jul. Han får fullt upp när han blir tvungen att försvara hemmet från två inbrottstjuvar.

## Rollista (i urval)
| Roll             | Skådespelare   | Svensk röst           |
| ---------------- | -------------- | --------------------- |
| Max Mercer       | Archie Yates   | Orlando Wahlsteen     |
| Jeff McKenzie    | Rob Delaney    | Rennie Mirro          |
| Pam McKenzie     | Ellie Kemper   | Emma Lewin Segelström |
| Carol Mercer     | Aisling Bea    | Linda Santiago        |
| Gavin Washington | Kenan Thompson | Alexander Kantsjö     |
| Hunter McKenzie  | Tim Simons     | Fredde Granberg       |

Övriga svenska röster: Shirin Advani, Laura Jonstoij Berg, Alexander Avre Carlsson, Claes Grufman, Annie Lundin Hallgren, Oscar Harryson, Steve Kratz, Anders Öjebo, Jennifer Sherwood och Annica Smedius.